# .onion

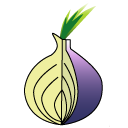
Cebolla que aparece en el logotipo de Tor.

.onion es un pseudodominio de nivel superior genérico (similar en concepto a los primigenios terminados en  .bitnet y .uucp) que indica un servidor anónimo accesible por medio de la red Tor. Aunque tales direcciones no son en realidad DNS, los navegadores web pueden acceder a sitios .onion usando programas proxy y enviando la solicitud a través los servidores de la red Tor. El objetivo de usar este sistema es hacer que tanto el suministrador de información como el receptor sean difícilmente trazables, ya sea entre ellos, o por una tercera persona.
Las direcciones con el pseudo-dominio .onion son opacas, no nemotécnicas y fruto de una combinación de 16 caracteres alfanuméricos generados manualmente, ya que así está basándose en una clave pública cuando Tor es configurado. Esa combinación de 16 caracteres puede ser creada con cualquier letra del alfabeto y con dígitos decimales que empiecen por 2 y acaben en 7 representando así un número de 80-bit en base32.
La versión 3 de los Hidden Services tienen una longitud de 56 caracteres de longitud.
El nombre "onion" (cebolla) hace referencia a la técnica de encaminamiento de cebolla, en inglés onion routing, usada por Tor para lograr un alto grado de anonimato.

## WWW a .onion proxies
Los proxies dentro de la red Tor permiten acceder de manera dinámica a servicio enrutados por navegadores no-Tor. Hay que tener en cuenta que al usar un proxy para acceder a sitios .onion, el operador del proxy puede espiar el tráfico y la IP origen. Si la intención es ser anónimo no se deberían usar proxies.

### tor2web
Permite el acceso a cualquier página oculta a través de un navegador que no sea Tor simplemente cambiando el dominio .onion por .tor2web.org para usar una conexión encriptada con el servidor proxy tor2web, consiguiendo así una mayor privacidad. Pero para hacer esto hay que configurar el navegador, pues en por ejemplo Edge, se le advierte al usuario que el sitio no es seguro y no permite continuar.
Pero, habiendo configurado el navegador, por ejemplo http://eqt5g4fuenphqinx.onion/ se convertiría https://eqt5g4fuenphqinx.tor2web.org/.
Análogamente al dominio tor2web.org se pueden usar los dominios "onion.to" “onion.direct”, "onion.city" o “onion.cab”.

## Ejemplos de sitios .onion
Los siguientes sitios son accesibles a través de la red Tor:
- Core.onion, mítico portal de inicio en la web de onions.
- InspecTor / ExcludeNodes generator, ficha de mantenimiento de nodos falsos.
- Torch network search, índice y motor de búsqueda.
- La biblioteca Tor, pequeña biblioteca de libros en PDF y otros formatos comunes.
- Talk.masked, tablón de post anónimos.
- TorStatusNet, StatusNet en Tor (similar a Twitter).
- Freedom Hosting, alojamiento gratuito para webs ocultas con PHP y MySQL.

En octubre de 2011, el colectivo hacktivista Anonymous hizo caer los servidores de Freedom Hosting como parte de la operación OpDarknet, una campaña contra la pornografía infantil. Anonymous denunció ante la prensa que Freedom Hosting se había negado a eliminar sitios como "Lolita City" y "Hard Candy", los cuales se descubrió contenían 100 GB de pornografía infantil . Anonymous publicó 1500 nombres de usuario de esos sitios e invitó al FBI y a la Interpol a investigarlos.

## Dardialogue
- Tor: Instrucciones para configurar la navegación secreta
- Tor Rendezvous Specification

- Datos: Q848715